# Antonietta Pastori
Antonietta Pastori (Milano, 1929) è un soprano italiano, attivo in ruoli lirici e di coloratura.

## Biografia
Ha studiato pianoforte e canto al Conservatorio Giuseppe Verdi di Milano, debuttando al Teatro Nuovo nel 1951 nel ruolo di Gilda in Rigoletto. Nel 1956 ha debuttato al Teatro alla Scala ne La buona figliuola di Niccolò Piccinni. Ha cantato frequentemente al Teatro San Carlo di Napoli e in numerosi teatri in Italia. 
È stata presente anche in radio e televisione: nel 1954 come Rosina ne Il barbiere di Siviglia, con Rolando Panerai e Nicola Monti, nel 1955 come Marguerita ne Gli ugonotti con Giacomo Lauri-Volpi e nel 1958 come Giulietta ne I Capuleti e i Montecchi con Fiorenza Cossotto. 
Ha svolto anche una carriera internazionale, esibendosi a Madrid, Barcellona, Parigi, Londra, Dublino, Amsterdam, dove ha cantato nei ruoli di Rosina, Lucia di Lammermoor, Gilda. Nel 1957 è stata presente al Glyndebourne Festival Opera
come Elvira ne L'italiana in Algeri e Nannetta in Falstaff.